# Championnats du monde de cyclisme sur piste 1928
Navigation
Cologne/Elberfeld 1927 Zürich 1929
Les Championnats du monde de cyclisme sur piste 1928 ont eu lieu du 14 au 20 août sur la piste du nouveau vélodrome, le stade Millénaire, spécialement édifié eu vue des championnats du monde à Budapest, en Hongrie.

## Résultats

### Podiums professionnels
| Compétition | Or                      | Argent                 | Bronze                  |
| ----------- | ----------------------- | ---------------------- | ----------------------- |
| Vitesse     | Lucien Michard France   | Lucien Faucheux France | Ernest Kauffmann Suisse |
| Demi-fond   | Walter Sawall Allemagne | Henri Bréau France     | Victor Linart Belgique  |

### Podiums amateurs
| Compétition | Or                          | Argent                 | Bronze                 |
| ----------- | --------------------------- | ---------------------- | ---------------------- |
| Vitesse     | Willy Falck Hansen Danemark | Roger Beaufrand France | Jack Standen Australie |

## Tableau des médailles
| Rang | Nation    | Or | Argent | Bronze | Total |
| ---- | --------- | -- | ------ | ------ | ----- |
| 1    | France    | 1  | 3      | 0      | 4     |
| 2    | Allemagne | 1  | 0      | 0      | 1     |
| -    | Danemark  | 1  | 0      | 0      | 1     |
| 4    | Australie | 0  | 0      | 1      | 1     |
| -    | Belgique  | 0  | 0      | 1      | 1     |
| -    | Suisse    | 0  | 0      | 1      | 1     |

## Liste des engagés
D'après L'Auto :
- Vitesse amateurs
  -  Allemagne. — Hans Bernhardt, Einsiedel
  -  Australie. —  Jack Standen, Gray
  -  Belgique. — Yves Van Massenhove
  -  Danemark. — Willy Falck Hansen,
  -  France. —  Roger Beaufrand
  -  Italie.  —  Edoardo Severgnini
  -  Royaume-Uni. —  Sydney Cozens, Albert Theaker
  -  Pays-Bas. —  Antoine Mazairac, Gerard Bosch van Drakestein
  -  Suisse. — Walter Knabenhans (en)

- - Vitesse professionnels
  -  Allemagne. — Mathias Engel, Wiltsche Franz, Paul Ozmella, Peter Steffes
  -  Australie. — Robert Spears
  -  Belgique. — Aloïs De Graeve
  -  Danemark. — Henry Brask Andersen
  -  France. —  Lucien Michard , Lucien Faucheux
  -  Hongrie. —  Krostek, Orthmer
  - . — Palmiro Mori, Francesco Del Grosso
  -  Pays-Bas. — Piet Moeskops
  -  Suisse. — Ernest Kaufmann